# Barumekar
Barumekar is een bestuurslaag in het regentschap Tasikmalaya van de provincie West-Java, Indonesië. Barumekar telt 5131 inwoners (volkstelling 2010).